# الکساندر فیلین
الکساندر فیلین (روسی: Александр Васильевич Филин؛ زادهٔ ۲۵ ژوئن ۱۹۹۶) بازیکن فوتبال اهل اوکراین است.
از باشگاه‌هایی که در آن بازی کرده‌است می‌توان به باشگاه فوتبال اوفا اشاره کرد.